# Migliori prestazioni europee nei 200 metri piani
La lista delle migliori prestazioni europee nei 200 metri piani, aggiornata periodicamente dalla World Athletics, raccoglie i migliori risultati di tutti i tempi degli atleti europei nella specialità dei 200 metri piani.

## Maschili outdoor

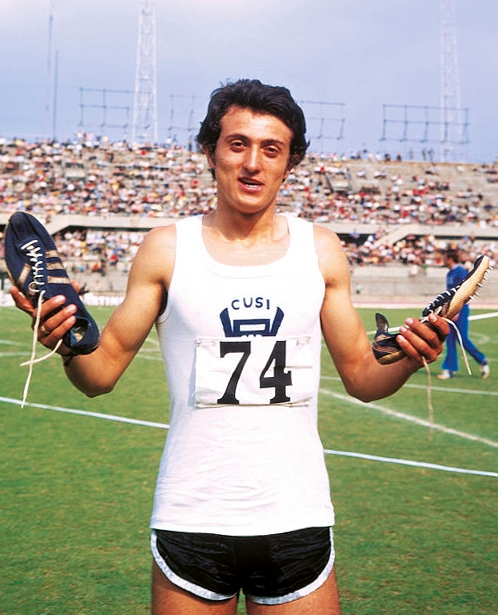
Pietro Mennea, detentore del record europeo dei 200 m

Statistiche aggiornate al 23 luglio 2023.
|     | Tempo            | Atleta                   | Luogo             | Data              |
| --- | ---------------- | ------------------------ | ----------------- | ----------------- |
| 1.  | 19"72 (+1,8 m/s) | Pietro Mennea            | Città del Messico | 12 settembre 1979 |
| 2.  | 19"73 (+1,6 m/s) | Zharnel Hughes           | Londra            | 23 luglio 2023    |
| 3.  | 19"76 (+0,7 m/s) | Ramil Guliyev            | Berlino           | 9 agosto 2018     |
| 4.  | 19"80 (+0,8 m/s) | Christophe Lemaitre      | Taegu             | 3 settembre 2011  |
| 5.  | 19"81 (+0,4 m/s) | Churandy Martina         | Losanna           | 25 agosto 2016    |
| 6.  | 19"85 (-0,5 m/s) | Kōnstantinos Kenterīs    | Monaco            | 9 agosto 2002     |
| 7.  | 19"87 (+1,8 m/s) | John Regis               | Sestriere         | 31 luglio 1994    |
| 8.  | 19"89 (+1,3 m/s) | Jaysuma Saidy Ndure      | Stoccarda         | 23 settembre 2007 |
| 9.  | 19"95 (+0,4 m/s) | Nethaneel Mitchell-Blake | Tuscaloosa        | 14 maggio 2016    |
| 10. | 19"96 (-1,0 m/s) | Blessing Afrifah         | Cali              | 4 agosto 2022     |

## Femminili outdoor

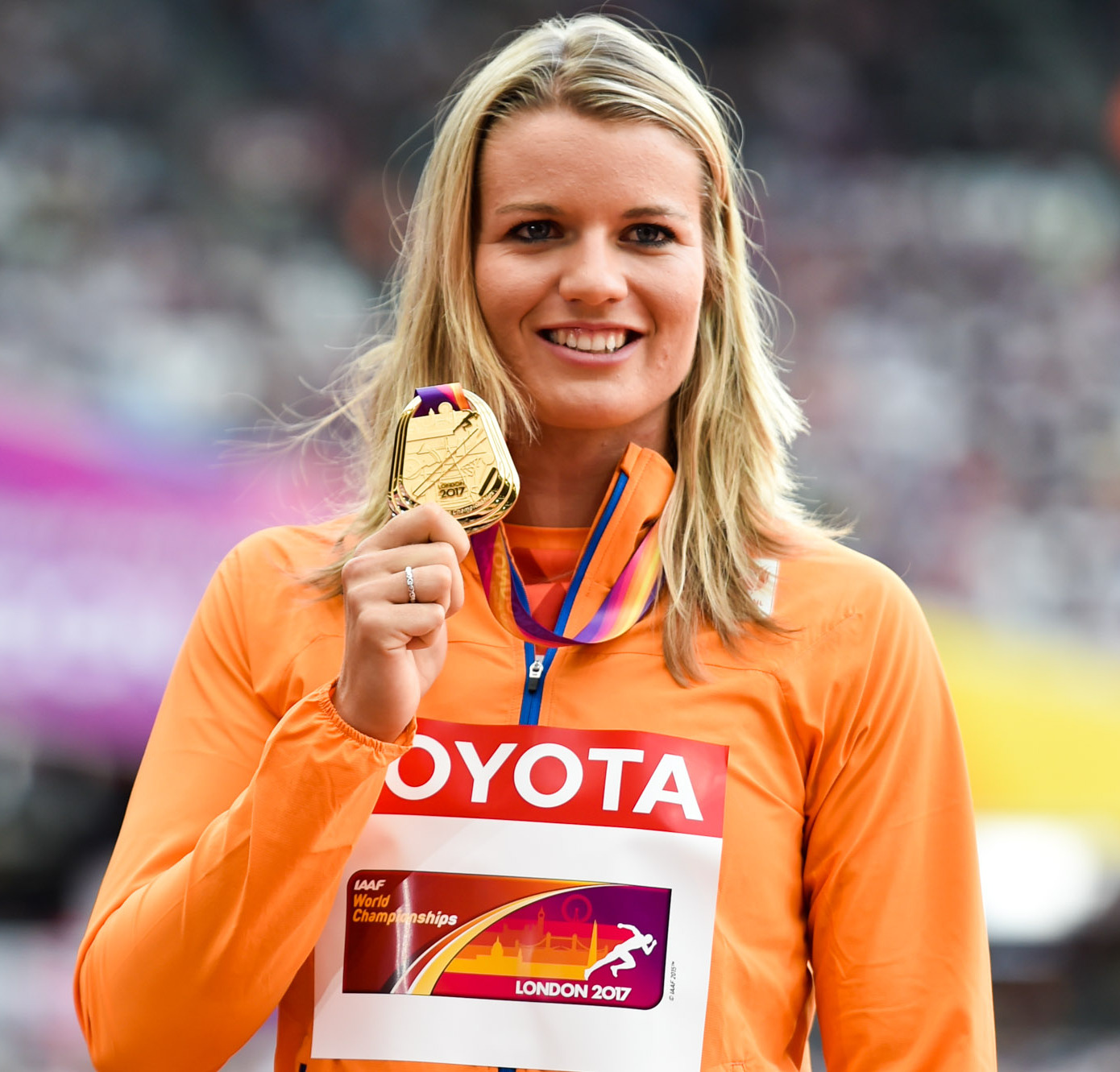
Dafne Schippers, primatista europea della specialità

Statistiche aggiornate al 7 giugno 2022.
|     | Tempo            | Atleta                | Luogo           | Data             |
| --- | ---------------- | --------------------- | --------------- | ---------------- |
| 1.  | 21"63 (+0,2 m/s) | Dafne Schippers       | Pechino         | 28 agosto 2015   |
| 2.  | 21"71 (+0,7 m/s) | Marita Koch           | Karl Marx Stadt | 10 giugno 1979   |
| 2.  | 21"71 (+1,2 m/s) | Heike Drechsler       | Jena            | 29 giugno 1986   |
| 4.  | 21"74 (+0,4 m/s) | Marlies Göhr          | Erfurt          | 3 giugno 1984    |
| 4.  | 21"74 (+1,2 m/s) | Silke Möller          | Roma            | 3 settembre 1987 |
| 6.  | 21"85 (+0,3 m/s) | Bärbel Wöckel         | Potsdam         | 21 luglio 1984   |
| 7.  | 21"87 (0,0 m/s)  | Irina Privalova       | Monaco          | 25 luglio 1995   |
| 8.  | 21"88 (+0,9 m/s) | Dina Asher-Smith      | Doha            | 2 ottobre 2019   |
| 9.  | 21"95 (+0,3 m/s) | Katrin Krabbe         | Spalato         | 30 agosto 1990   |
| 10. | 21"97 (+1,9 m/s) | Jarmila Kratochvílová | Bratislava      | 6 giugno 1981    |

## Maschili indoor

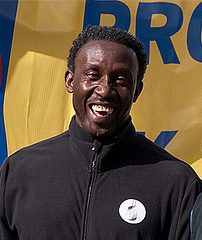
Linford Christie, detentore del record europeo dei 200 m indoor

Statistiche aggiornate al 7 giugno 2022.
|     | Tempo | Atleta                   | Luogo        | Data             |
| --- | ----- | ------------------------ | ------------ | ---------------- |
| 1.  | 20"25 | Linford Christie         | Liévin       | 19 febbraio 1995 |
| 2.  | 20"36 | Bruno Marie-Rose         | Liévin       | 22 febbraio 1987 |
| 3.  | 20"40 | Serhiy Osovych           | Valencia     | 1º marzo 1998    |
| 4.  | 20"41 | Nikolaj Antonov          | Genova       | 29 febbraio 1992 |
| 5.  | 20"42 | Sebastian Ernst          | Lipsia       | 27 febbraio 2011 |
| 6.  | 20"43 | Christophe Lemaitre      | Aubière      | 28 febbraio 2016 |
| 7.  | 20"46 | Julian Golding           | Birmingham   | 8 febbraio 1998  |
| 8.  | 20"47 | Geir Moen                | Birmingham   | 23 febbraio 1997 |
| 9.  | 20"48 | John Regis               | Stoccarda    | 5 febbraio 1995  |
| 10. | 20"49 | Nethaneel Mitchell-Blake | Fayetteville | 11 febbraio 2017 |

## Femminili indoor

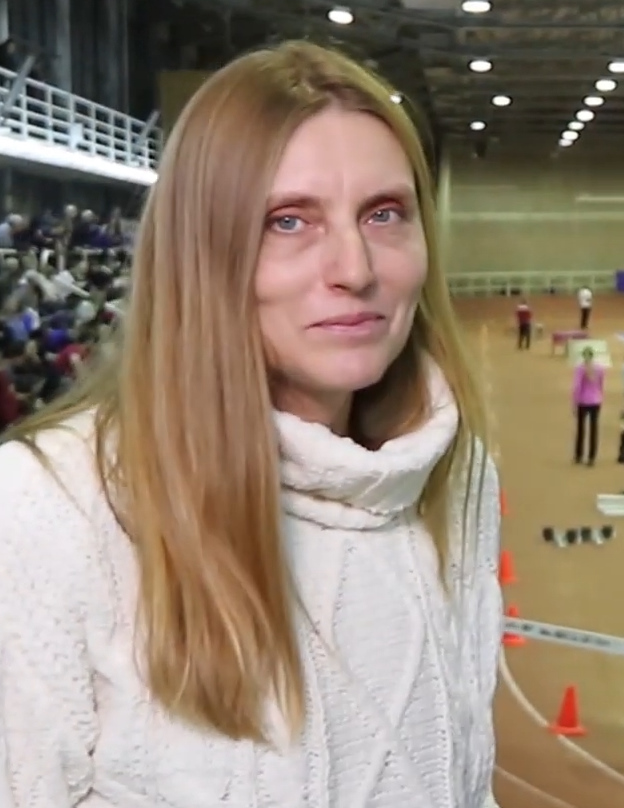
Irina Privalova, detentrice del record europeo dei 200 m indoor

Statistiche aggiornate al 21 gennaio 2023.
|     | Tempo | Atleta              | Luogo        | Data             |
| --- | ----- | ------------------- | ------------ | ---------------- |
| 1.  | 22"10 | Irina Privalova     | Liévin       | 19 febbraio 1995 |
| 2.  | 22"27 | Heike Drechsler     | Indianapolis | 7 marzo 1987     |
| 3.  | 22"39 | Marita Koch         | Budapest     | 5 marzo 1983     |
| 3.  | 22"39 | Ionela Târlea       | Maebashi     | 6 marzo 1999     |
| 5.  | 22"41 | Galina Mal'čugina   | Parigi       | 13 marzo 1994    |
| 6.  | 22"43 | Svetlana Gončarenko | Liévin       | 22 febbraio 1998 |
| 7.  | 22"49 | Muriel Hurtis       | Birmingham   | 14 marzo 2003    |
| 8.  | 22"50 | Melanie Paschke     | Valencia     | 1º marzo 1998    |
| 9.  | 22"52 | Rhasidat Adeleke    | Albuquerque  | 21 gennaio 2023  |
| 10. | 22"58 | Grit Breuer         | Siviglia     | 10 marzo 1991    |